# Croton ranohirae
Espèce
Classification APG III (2009)
Croton ranohirae est une espèce de plantes à fleurs du genre Croton et de la famille des Euphorbiaceae, présente à Madagascar (est de Ranohira).